# 이인섭 (언론인)
이인섭(李寅燮, ? ~ ?)은 대한제국의 언론인이며 대한제국 말기에 일진회 회원으로 활동했던 인물이다.

## 생애
황해도 수안 출신이다. 1907년 11월 전후에 양재익이 사장으로 있던 일진회 기관지 《국민신보》 발행인 겸 편집인, 회계 담당을 역임했으며 1909년 12월 이후까지 《국민신보》 편집인을 역임했다. 1910년 9월 한일 병합이 성사되면서 일진회가 해산될 때 해산비를 수령했는데 그가 수령한 금액에 대해서는 알려져 있지 않다.
1910년 12월 5일 경성부에 인쇄소 문명사(文明社)를 설립했으며 1911년 7월 문명사에서 일진회의 역사를 정리한 책인 《원한국일진회역사(元韓國一進會歷史, 4책 8권)》를 발간했다.

## 사후
- 민족문제연구소의 친일인명사전 수록자 명단의 언론/출판 부문에 포함되었다.

## 같이 보기
- 일진회
- 국민신보

## 참고 자료
- 민족문제연구소 (2009). 〈이인섭〉. 《친일인명사전 3 (ㅇ ~ ㅎ)》. 서울. 88 ~ 89쪽.